# Handbal la Jocurile Olimpice de vară din 2020 – Calificări turneul masculin
Calificările la Turneul Olimpic de Handbal Masculin din 2020 au fost inițial programate a se desfășura din ianuarie 2019 până în aprilie 2020, turneul final urmând a avea loc între 24 iulie și 9 august 2020. Pe 24 martie 2020, într-o conferință de presă susținută de președintele Comitetului Olimpic Internațional și de premierul japonez Shinzo Abe, în prezența altor demnitari și oficiali olimpici și politici, s-a anunțat că, din cauza gravei pandemii provocate de coronavirusul COVID-19, turneul olimpic final „va trebui reprogramat pentru o dată ulterioară anului 2020, dar nu mai târziu de vara anului 2021”. În aceste condiții, calificările pentru turneul olimpic de handbal masculin au fost amânate și ele.
În total, douăsprezece echipe s-au calificat: țara gazdă, campioana mondială, patru campioane continentale și șase echipe din turneele olimpice de calificare.

## Sumarul calificărilor
| Modalitate de calificare                 | Data                     | Gazda                       | Locuri | Calificate          |
| ---------------------------------------- | ------------------------ | --------------------------- | ------ | ------------------- |
| Țara gazdă                               | 7 septembrie 2013        | Buenos Aires                | 1      | Japonia             |
| Campionatul Mondial din 2019             | 10–27 ianuarie 2019      | Danemarca / Germania        | 1      | Danemarca           |
| Jocurile Panamericane 2019               | 31 iulie – 5 august 2019 | Lima                        | 1      | Argentina           |
| Turneul asiatic de calificare din 2019   | 17–26 octombrie 2019     | Doha                        | 1      | Bahrain             |
| Campionatul European din 2020            | 10–26 ianuarie 2020      | Austria / Norvegia / Suedia | 1      | Spania              |
| Campionatul African din 2020             | 16–26 ianuarie 2020      | Tunisia                     | 1      | Egipt               |
| Turneele olimpice de calificare din 2021 | 12–14 martie 2021        | Podgorica                   | 2      | Brazilia · Norvegia |
| Turneele olimpice de calificare din 2021 | 12–14 martie 2021        | Montpellier                 | 2      | Franța · Portugalia |
| Turneele olimpice de calificare din 2021 | 12–14 martie 2021        | Berlin                      | 2      | Germania · Suedia   |
| Total                                    |                          |                             | 12     |                     |

## Legendă pentru modalitatea de calificare
| Legendă pentru modalitatea de calificare                                  |
| ------------------------------------------------------------------------- |
| Calificată de la Campionatul Mondial direct la Jocurile Olimpice din 2021 |
| Calificate din turnee continentale direct la Jocurile Olimpice din 2021   |
| Calificate de la Campionatul Mondial la Turneele olimpice din 2021        |
| Calificate din turnee continentale la Turneele olimpice din 2021          |

## Țara gazdă
- Japonia

## Campionatul Mondial
| Loc | Echipa            |
| --- | ----------------- |
| 1   | Danemarca         |
| 2   | Norvegia          |
| 3   | Franța            |
| 4   | Germania          |
| 5   | Suedia            |
| 6   | Croația           |
| 7   | Spania            |
| 8   | Egipt             |
| 9   | Brazilia          |
| 10  | Ungaria           |
| 11  | Islanda           |
| 12  | Tunisia           |
| 13  | Qatar             |
| 14  | Rusia             |
| 15  | Macedonia de Nord |
| 16  | Chile             |
| 17  | Argentina         |
| 18  | Serbia            |
| 19  | Austria           |
| 20  | Bahrain           |
| 21  | Arabia Saudită    |
| 22  | Coreea de Sud     |
| 23  | Angola            |
| 24  | Japonia           |

## Calificări continentale

### Europa
| Loc | Echipa                |
| --- | --------------------- |
| 1   | Spania                |
| 2   | Croația               |
| 3   | Norvegia              |
| 4   | Slovenia              |
| 5   | Germania              |
| 6   | Portugalia            |
| 7   | Suedia                |
| 8   | Austria               |
| 9   | Ungaria               |
| 10  | Belarus               |
| 11  | Islanda               |
| 12  | Cehia                 |
| 13  | Danemarca             |
| 14  | Franța                |
| 15  | Macedonia de Nord     |
| 16  | Elveția               |
| 17  | Țările de Jos         |
| 18  | Muntenegru            |
| 19  | Ucraina               |
| 20  | Serbia                |
| 21  | Polonia               |
| 22  | Rusia                 |
| 23  | Bosnia și Herțegovina |
| 24  | Letonia               |

### Asia

#### Grupele preliminare
Programul de mai jos respectă ora locală (UTC+3).

##### Grupa A
| Loc | Echipa         | MJ | V | E | Î | GM  | GP  | DG  | Pct | Calificare   |
| --- | -------------- | -- | - | - | - | --- | --- | --- | --- | ------------ |
| 1   | Qatar (H)      | 3  | 3 | 0 | 0 | 118 | 44  | +74 | 6   | Semifinalele |
| 2   | Arabia Saudită | 3  | 2 | 0 | 1 | 96  | 69  | +27 | 4   | Semifinalele |
| 3   | India          | 3  | 1 | 0 | 2 | 66  | 104 | −38 | 2   |              |
| 4   | Hong Kong      | 3  | 0 | 0 | 3 | 59  | 122 | −63 | 0   |              |

| 17 octombrie 2019 16:00 | Arabia Saudită | 35 – 24 | India | Duhail Handball Sports Hall, Doha |
| 17 octombrie 2019 16:00 | (19–13)        |         |       | Duhail Handball Sports Hall, Doha |
| 17 octombrie 2019 16:00 |                |         |       | Duhail Handball Sports Hall, Doha |

| 17 octombrie 2019 18:00 | Qatar  | 49 – 19 | Hong Kong | Duhail Handball Sports Hall, Doha |
| 17 octombrie 2019 18:00 | (19–6) |         |           | Duhail Handball Sports Hall, Doha |
| 17 octombrie 2019 18:00 |        |         |           | Duhail Handball Sports Hall, Doha |

| 19 octombrie 2019 16:00 | Hong Kong | 16 – 41 | Arabia Saudită | Duhail Handball Sports Hall, Doha |
| 19 octombrie 2019 16:00 | (6–17)    |         |                | Duhail Handball Sports Hall, Doha |
| 19 octombrie 2019 16:00 |           |         |                | Duhail Handball Sports Hall, Doha |

| 19 octombrie 2019 18:00 | India  | 10 – 40 | Qatar | Duhail Handball Sports Hall, Doha |
| 19 octombrie 2019 18:00 | (4–18) |         |       | Duhail Handball Sports Hall, Doha |
| 19 octombrie 2019 18:00 |        |         |       | Duhail Handball Sports Hall, Doha |

| 21 octombrie 2019 16:00 | India   | 32 – 29 | Hong Kong | Duhail Handball Sports Hall, Doha |
| 21 octombrie 2019 16:00 | (16–15) |         |           | Duhail Handball Sports Hall, Doha |
| 21 octombrie 2019 16:00 |         |         |           | Duhail Handball Sports Hall, Doha |

| 21 octombrie 2019 18:00 | Qatar  | 29 – 20 | Arabia Saudită | Duhail Handball Sports Hall, Doha |
| 21 octombrie 2019 18:00 | (13–9) |         |                | Duhail Handball Sports Hall, Doha |
| 21 octombrie 2019 18:00 |        |         |                | Duhail Handball Sports Hall, Doha |

##### Grupa B
| Loc | Echipa        | MJ | V | E | Î | GM | GP | DG | Pct | Calificare   |
| --- | ------------- | -- | - | - | - | -- | -- | -- | --- | ------------ |
| 1   | Coreea de Sud | 3  | 2 | 0 | 1 | 94 | 90 | +4 | 4   | Semifinalele |
| 2   | Bahrain       | 3  | 2 | 0 | 1 | 85 | 78 | +7 | 4   | Semifinalele |
| 3   | Iran          | 3  | 1 | 1 | 1 | 90 | 92 | −2 | 3   |              |
| 4   | Kuweit        | 3  | 0 | 1 | 2 | 89 | 98 | −9 | 1   |              |

1. 1 2  Bahrein 30–31 Coreea de Sud

| 18 octombrie 2019 16:00 | Coreea de Sud | 27 – 28 | Iran | Duhail Handball Sports Hall, Doha |
| 18 octombrie 2019 16:00 | (12–13)       |         |      | Duhail Handball Sports Hall, Doha |
| 18 octombrie 2019 16:00 |               |         |      | Duhail Handball Sports Hall, Doha |

| 18 octombrie 2019 18:00 | Bahrain | 26 – 21 | Kuweit | Duhail Handball Sports Hall, Doha |
| 18 octombrie 2019 18:00 | (12–10) |         |        | Duhail Handball Sports Hall, Doha |
| 18 octombrie 2019 18:00 |         |         |        | Duhail Handball Sports Hall, Doha |

| 20 octombrie 2019 16:00 | Kuweit  | 32 – 36 | Coreea de Sud | Duhail Handball Sports Hall, Doha |
| 20 octombrie 2019 16:00 | (16–20) |         |               | Duhail Handball Sports Hall, Doha |
| 20 octombrie 2019 16:00 |         |         |               | Duhail Handball Sports Hall, Doha |

| 20 octombrie 2019 18:00 | Iran    | 26 – 29 | Bahrain | Duhail Handball Sports Hall, Doha |
| 20 octombrie 2019 18:00 | (13–15) |         |         | Duhail Handball Sports Hall, Doha |
| 20 octombrie 2019 18:00 |         |         |         | Duhail Handball Sports Hall, Doha |

| 22 octombrie 2019 16:00 | Bahrain | 30 – 31 | Coreea de Sud | Duhail Handball Sports Hall, Doha |
| 22 octombrie 2019 16:00 | (16–14) |         |               | Duhail Handball Sports Hall, Doha |
| 22 octombrie 2019 16:00 |         |         |               | Duhail Handball Sports Hall, Doha |

| 22 octombrie 2019 18:00 | Iran    | 36 – 36 | Kuweit | Duhail Handball Sports Hall, Doha |
| 22 octombrie 2019 18:00 | (18–16) |         |        | Duhail Handball Sports Hall, Doha |
| 22 octombrie 2019 18:00 |         |         |        | Duhail Handball Sports Hall, Doha |

#### Fazele eliminatorii

##### Distribuție
|  | Semifinalele   | Semifinalele  |              |    | Finala | Finala |
|  |                |               |              |    |        |        |
|  | 24 octombrie   |               |              |    |        |        |
|  |                |               |              |    |        |        |
|  | Qatar          | 26            |              |    |        |        |
|  | Qatar          | 26            | 26 octombrie |    |        |        |
|  | Bahrain        | 28            |              |    |        |        |
|  | Bahrain        | 28            | Bahrain      | 34 |        |        |
|  | 24 octombrie   |               | Bahrain      | 34 |        |        |
|  |                | Coreea de Sud | 29           |    |        |        |
|  | Coreea de Sud  | Coreea de Sud | 29           | 29 |        |        |
|  | Coreea de Sud  |               |              | 29 |        |        |
|  | Arabia Saudită | 26            |              |    |        |        |
|  | Arabia Saudită | 26            | Finala mică  |    |        |        |
|  |                |               |              |    |        |        |
|  | 26 octombrie   |               |              |    |        |        |
|  |                |               |              |    |        |        |
|  | Qatar          | 31            |              |    |        |        |
|  | Qatar          | 31            |              |    |        |        |
|  | Arabia Saudită | 21            |              |    |        |        |

|  | Semifinalele pentru locurile 5–8 | Semifinalele pentru locurile 5–8 |              |    | Locul 5 | Locul 5 |
|  |                                  |                                  |              |    |         |         |
|  | 24 octombrie                     |                                  |              |    |         |         |
|  |                                  |                                  |              |    |         |         |
|  | India                            | 21                               |              |    |         |         |
|  | India                            | 21                               | 25 octombrie |    |         |         |
|  | Kuweit                           | 34                               |              |    |         |         |
|  | Kuweit                           | 34                               | Kuweit       | 25 |         |         |
|  | 24 octombrie                     |                                  | Kuweit       | 25 |         |         |
|  |                                  | Iran                             | 27           |    |         |         |
|  | Iran                             | Iran                             | 27           | 48 |         |         |
|  | Iran                             |                                  |              | 48 |         |         |
|  | Hong Kong                        | 16                               |              |    |         |         |
|  | Hong Kong                        | 16                               | Locul 7      |    |         |         |
|  |                                  |                                  |              |    |         |         |
|  | 25 octombrie                     |                                  |              |    |         |         |
|  |                                  |                                  |              |    |         |         |
|  | India                            | 26                               |              |    |         |         |
|  | India                            | 26                               |              |    |         |         |
|  | Hong Kong                        | 30                               |              |    |         |         |

##### Semifinalele pentru locurile 5–8
| 24 octombrie 2019 12:00 | India   | 21 – 34 | Kuweit | Duhail Handball Sports Hall, Doha |
| 24 octombrie 2019 12:00 | (12–17) |         |        | Duhail Handball Sports Hall, Doha |
| 24 octombrie 2019 12:00 |         |         |        | Duhail Handball Sports Hall, Doha |

| 24 octombrie 2019 14:00 | Iran   | 48 – 16 | Hong Kong | Duhail Handball Sports Hall, Doha |
| 24 octombrie 2019 14:00 | (25–6) |         |           | Duhail Handball Sports Hall, Doha |
| 24 octombrie 2019 14:00 |        |         |           | Duhail Handball Sports Hall, Doha |

##### Semifinalele
| 24 octombrie 2019 16:00 | Coreea de Sud | 29 – 26 | Arabia Saudită | Duhail Handball Sports Hall, Doha |
| 24 octombrie 2019 16:00 | (17–12)       |         |                | Duhail Handball Sports Hall, Doha |
| 24 octombrie 2019 16:00 |               |         |                | Duhail Handball Sports Hall, Doha |

| 24 octombrie 2019 18:00 | Qatar   | 26 – 28 | Bahrain | Duhail Handball Sports Hall, Doha |
| 24 octombrie 2019 18:00 | (15–16) |         |         | Duhail Handball Sports Hall, Doha |
| 24 octombrie 2019 18:00 |         |         |         | Duhail Handball Sports Hall, Doha |

##### Meciul pentru locul 7
| 25 octombrie 2019 16:00 | India   | 26 – 30 | Hong Kong | Duhail Handball Sports Hall, Doha |
| 25 octombrie 2019 16:00 | (13–11) |         |           | Duhail Handball Sports Hall, Doha |
| 25 octombrie 2019 16:00 |         |         |           | Duhail Handball Sports Hall, Doha |

##### Meciul pentru locul 5
| 25 octombrie 2019 18:00 | Kuweit  | 25 – 27 | Iran | Duhail Handball Sports Hall, Doha |
| 25 octombrie 2019 18:00 | (14–11) |         |      | Duhail Handball Sports Hall, Doha |
| 25 octombrie 2019 18:00 |         |         |      | Duhail Handball Sports Hall, Doha |

##### Finala mică
| 26 octombrie 2019 16:00 | Qatar   | 31 – 21 | Arabia Saudită | Duhail Handball Sports Hall, Doha |
| 26 octombrie 2019 16:00 | (16–12) |         |                | Duhail Handball Sports Hall, Doha |
| 26 octombrie 2019 16:00 |         |         |                | Duhail Handball Sports Hall, Doha |

##### Finala
| 26 octombrie 2019 18:00 | Bahrain | 34 – 29 | Coreea de Sud | Duhail Handball Sports Hall, Doha |
| 26 octombrie 2019 18:00 | (13–15) |         |               | Duhail Handball Sports Hall, Doha |
| 26 octombrie 2019 18:00 |         |         |               | Duhail Handball Sports Hall, Doha |

#### Clasamentul final
| Loc | Echipa         |
| --- | -------------- |
| 1   | Bahrain        |
| 2   | Coreea de Sud  |
| 3   | Qatar          |
| 4   | Arabia Saudită |
| 5   | Iran           |
| 6   | Kuweit         |
| 7   | Hong Kong      |
| 8   | India          |

### America
| Loc | Echipa        |
| --- | ------------- |
| 1   | Argentina     |
| 2   | Chile         |
| 3   | Brazilia      |
| 4   | Mexic         |
| 5   | Cuba          |
| 6   | Statele Unite |
| 7   | Puerto Rico   |
| 8   | Peru          |

### Africa
| Loc | Echipa                    |
| --- | ------------------------- |
|     | Egipt                     |
|     | Tunisia                   |
|     | Algeria                   |
| 4   | Angola                    |
| 5   | Capul Verde               |
| 6   | Maroc                     |
| 7   | Republica Democrată Congo |
| 8   | Gabon                     |
| 9   | Congo                     |
| 10  | Guineea                   |
| 11  | Nigeria                   |
| 12  | Camerun                   |
| 13  | Libia                     |
| 14  | Coasta de Fildeș          |
| 15  | Kenya                     |
| 16  | Zambia                    |

## Turneele olimpice de calificare din 2021
S-au desfășurat trei turnee olimpice de calificare, în care au jucat 12 echipe care nu se calificaseră prin intermediul celor cinci competiții menționate mai sus:
- Primele șase echipe de la Campionatul Mondial din 2019 care nu s-au calificat prin intermediul competițiilor continentale în care au participat.
- Pentru a fi determinat clasamentul fiecărui continent au fost luate în calcul cele mai bine clasate echipe de pe fiecare continent la Campionatul Mondial din 2019. Continentul clasat pe primul loc (Europa) a primit două locuri suplimentare în competiție. Continentele clasate pe locurile al doilea (Asia), al treilea (Africa) și al patrulea (Americile) au primit câte un loc fiecare. Ultimul loc ar fi aparținut unei echipe din Oceania, dacă aceasta s-ar fi clasat pe unul din locurile 8–12 la campionatul mondial, însă deoarece nici o echipă din Oceania nu a îndeplinit această condiție, continentului clasat pe locul al doilea în ierarhie i-a fost atribuit locul Oceaniei. Echipele deja calificate la olimpiadă prin intermediul campionatului mondial nu au fost luate în calcul la distribuția locurilor cu ajutorul criteriului continental.
- Cele 12 echipe au fost alocate în trei grupe de câte patru echipe. Echipele clasate pe primele două locuri în fiecare grupă s-au calificat la Jocurile Olimpice din 2020. Calendarul complet al partidelor a fost publicat pe 27 ianuarie 2020.[6]

| Turneul olimpic de calificare 1                                                                                              | Turneul olimpic de calificare 2                                                                                            | Turneul olimpic de calificare 3                                                                                           |
| --- | --- | --- |
| - Locul 2 la CM 2019: Norvegia - Locul 9 la CM 2019: Brazilia1) - Locul 2 în America: Chile - Locul 2 în Asia: Coreea de Sud | - Locul 3 la CM 2019: Franța - Locul 6 la CM 2019: Croația - Locul 2 în Africa: Tunisia - Locul 6 la CE 2020: Portugalia2) | - Locul 4 la CM 2019: Germania - Locul 5 la CM 2019: Suedia - Locul 4 la CE 2020: Slovenia2) - Locul 3 în Africa: Algeria |

1) Deoarece Spania (locul 7 la Campionatul Mondial) și Egipt (locul 8) au câștigat Campionatul European din 2020, respectiv Campionatul African din 2020, calificându-se astfel direct la Olimpiadă, ultimul loc disponibil unei selecționate naționale de la Campionatul Mondial a fost alocat echipei de pe locul al 9-lea, Brazilia.
2) Deoarece Croația (locul 2 la Campionatul Mondial), Norvegia (locul 3) și Germania (locul 5) primiseră deja dreptul de a participa la calificări prin intermediul clasării de la Campionatul Mondial, cele două locuri rămase disponibile selecționatelor naționale de la Campionatul European din 2020 au fost alocate echipelor clasate pe locul 4 (Slovenia), respectiv 6 (Portugalia).

### Arbitrii
O listă inițială a perechilor de arbitri pentru fiecare din cele trei turnee a fost anunțată pe 12 februarie 2020. Lista finală a arbitrilor a fost făcută publică pe 25 februarie 2021.
| Turneul 1  | Turneul 1                       |
| ---------- | ------------------------------- |
| Croația    | Matija Gubica Boris Milošević   |
| Cehia      | Václav Horáček Jiří Novotný     |
| Franța     | Raouf Gasmi Karim Gasmi         |
| Muntenegru | Ivan Pavićević Miloš Ražnatović |

| Turneul 2 | Turneul 2                        |
| --------- | -------------------------------- |
| Germania  | Robert Schulze Tobias Tönnies    |
| Ungaria   | Ádám Bíró Olivér Kiss            |
| Suedia    | Mirza Kurtagic Mattias Wetterwik |
| Elveția   | Arthur Brunner Morad Salah       |

| Turneul 3         | Turneul 3                      |
| ----------------- | ------------------------------ |
| Argentina         | Julián Grillo Sebastián Lenci  |
| Danemarca         | Mads Hansen Jesper Madsen      |
| Macedonia de Nord | Gjorgji Nacevski Slave Nikolov |
| Spania            | Oscar Raluy Ángel Sabroso      |

### Turneul olimpic de calificare 1
Turneul s-a desfășurat în Muntenegru, după ce Norvegia a renunțat la drepturile de organizare.
| Loc | Echipa        | MJ | V | E | Î | GM  | GP  | DG  | Pct | Calificare                 |
| --- | ------------- | -- | - | - | - | --- | --- | --- | --- | -------------------------- |
| 1   | Norvegia      | 3  | 3 | 0 | 0 | 114 | 74  | +40 | 6   | Jocurile Olimpice din 2021 |
| 2   | Brazilia      | 3  | 2 | 0 | 1 | 76  | 80  | −4  | 4   | Jocurile Olimpice din 2021 |
| 3   | Coreea de Sud | 3  | 1 | 0 | 2 | 91  | 109 | −18 | 2   |                            |
| 4   | Chile         | 3  | 0 | 0 | 3 | 82  | 100 | −18 | 0   |                            |

| 12 martie 2021 17:30 | Chile                  | 35 – 36 | Coreea de Sud | Verde Complex, Podgorica Arbitri: Gubica, Milošević |
| 12 martie 2021 17:30 | Ceballos, R. Salinas 8 | (11–19) | Jeong 8       | Verde Complex, Podgorica Arbitri: Gubica, Milošević |
| 12 martie 2021 17:30 | 3× 1×                  | Raport  | 2× 1×         | Verde Complex, Podgorica Arbitri: Gubica, Milošević |

| 12 martie 2021 20:00 | Norvegia  | 32 – 20 | Brazilia  | Verde Complex, Podgorica Arbitri: Pavićević, Ražnatović |
| 12 martie 2021 20:00 | Sagosen 7 | (17–12) | Langaro 4 | Verde Complex, Podgorica Arbitri: Pavićević, Ražnatović |
| 12 martie 2021 20:00 | 4× 1×     | Raport  | 5× 1×     | Verde Complex, Podgorica Arbitri: Pavićević, Ražnatović |

| 13 martie 2021 17:30 | Brazilia  | 30 – 24 | Coreea de Sud | Verde Complex, Podgorica Arbitri: Horáček, Novotný |
| 13 martie 2021 17:30 | Chiuffa 7 | (13–9)  | Jo 6          | Verde Complex, Podgorica Arbitri: Horáček, Novotný |
| 13 martie 2021 17:30 | 6× 2×     | Raport  | 2×            | Verde Complex, Podgorica Arbitri: Horáček, Novotný |

| 13 martie 2021 20:00 | Norvegia     | 38 – 23 | Chile   | Verde Complex, Podgorica Arbitri: Gasmi, Gasmi |
| 13 martie 2021 20:00 | Gulliksen 10 | (19–10) | Ayala 6 | Verde Complex, Podgorica Arbitri: Gasmi, Gasmi |
| 13 martie 2021 20:00 | 4× 1×        | Raport  | 1×      | Verde Complex, Podgorica Arbitri: Gasmi, Gasmi |

| 14 martie 2021 17:30 | Brazilia | 26 – 24 | Chile            | Verde Complex, Podgorica Arbitri: Gubica, Milošević |
| 14 martie 2021 17:30 | Dutra 5  | (11–17) | Er. Feuchtmann 8 | Verde Complex, Podgorica Arbitri: Gubica, Milošević |
| 14 martie 2021 17:30 | 2×       | Raport  | 5× 2×            | Verde Complex, Podgorica Arbitri: Gubica, Milošević |

| 14 martie 2021 20:00 | Coreea de Sud | 31 – 44 | Norvegia         | Verde Complex, Podgorica Arbitri: Horáček, Novotný |
| 14 martie 2021 20:00 | Park K. 11    | (16–24) | Jøndal, Myrhol 7 | Verde Complex, Podgorica Arbitri: Horáček, Novotný |
| 14 martie 2021 20:00 | 2× 1×         | Raport  | 5× 1×            | Verde Complex, Podgorica Arbitri: Horáček, Novotný |

### Turneul olimpic de calificare 2
Turneul s-a desfășurat în Franța.
| Loc | Echipa     | MJ | V | E | Î | GM | GP  | DG  | Pct | Calificare                 |
| --- | ---------- | -- | - | - | - | -- | --- | --- | --- | -------------------------- |
| 1   | Franța (H) | 3  | 2 | 0 | 1 | 98 | 84  | +14 | 4   | Jocurile Olimpice din 2021 |
| 2   | Portugalia | 3  | 2 | 0 | 1 | 87 | 80  | +7  | 4   | Jocurile Olimpice din 2021 |
| 3   | Croația    | 3  | 2 | 0 | 1 | 81 | 81  | 0   | 4   |                            |
| 4   | Tunisia    | 3  | 0 | 0 | 3 | 83 | 104 | −21 | 0   |                            |

1. 1 2 3  Franța 2 puncte, +3 golaveraj; Portugalia 2 puncte, 0 golaveraj; Croația 2 puncte, –3 golaveraj

| 12 martie 2021 18:30 | Tunisia     | 27 – 34 | Portugalia | Sud de France Arena, Montpellier Arbitri: Brunner, Salah |
| 12 martie 2021 18:30 | Boughanmi 5 | (11–15) | Gomes 7    | Sud de France Arena, Montpellier Arbitri: Brunner, Salah |
| 12 martie 2021 18:30 | 4× 1×       | Raport  | 6× 1×      | Sud de France Arena, Montpellier Arbitri: Brunner, Salah |

| 12 martie 2021 21:00 | Franța      | 30 – 26 | Croația  | Sud de France Arena, Montpellier Arbitri: Schulze, Tönnies |
| 12 martie 2021 21:00 | Mahé, Mem 5 | (12–15) | Čupić 10 | Sud de France Arena, Montpellier Arbitri: Schulze, Tönnies |
| 12 martie 2021 21:00 | 4× 2×       | Raport  | 4× 2×    | Sud de France Arena, Montpellier Arbitri: Schulze, Tönnies |

| 13 martie 2021 18:30 | Croația | 25 – 24 | Portugalia | Sud de France Arena, Montpellier Arbitri: Kurtagic, Wetterwik |
| 13 martie 2021 18:30 | Čupić 9 | (9–12)  | Iturriza 5 | Sud de France Arena, Montpellier Arbitri: Kurtagic, Wetterwik |
| 13 martie 2021 18:30 | 2×      | Raport  | 3×         | Sud de France Arena, Montpellier Arbitri: Kurtagic, Wetterwik |

| 13 martie 2021 21:00 | Franța   | 40 – 29 | Tunisia | Sud de France Arena, Montpellier Arbitri: Bíró, Kiss |
| 13 martie 2021 21:00 | Descat 6 | (21–13) | Rzig 6  | Sud de France Arena, Montpellier Arbitri: Bíró, Kiss |
| 13 martie 2021 21:00 | 1×       | Raport  | 6× 1×   | Sud de France Arena, Montpellier Arbitri: Bíró, Kiss |

| 14 martie 2021 18:30 | Croația  | 30 – 27 | Tunisia     | Sud de France Arena, Montpellier Arbitri: Brunner, Salah |
| 14 martie 2021 18:30 | Mandić 9 | (14–13) | Boughanmi 6 | Sud de France Arena, Montpellier Arbitri: Brunner, Salah |
| 14 martie 2021 18:30 | 4× 1×    | Raport  | 2× 1×       | Sud de France Arena, Montpellier Arbitri: Brunner, Salah |

| 14 martie 2021 21:00 | Portugalia | 29 – 28 | Franța   | Sud de France Arena, Montpellier Arbitri: Schulze, Tönnies |
| 14 martie 2021 21:00 | Areia 6    | (12–13) | Descat 6 | Sud de France Arena, Montpellier Arbitri: Schulze, Tönnies |
| 14 martie 2021 21:00 | 2× 1×      | Raport  | 5× 1×    | Sud de France Arena, Montpellier Arbitri: Schulze, Tönnies |

### Turneul olimpic de calificare 3
Turneul s-a desfășurat în Germania.
| Loc | Echipa       | MJ | V | E | Î | GM | GP  | DG  | Pct | Calificare                 |
| --- | ------------ | -- | - | - | - | -- | --- | --- | --- | -------------------------- |
| 1   | Suedia       | 3  | 2 | 1 | 0 | 93 | 75  | +18 | 5   | Jocurile Olimpice din 2021 |
| 2   | Germania (H) | 3  | 2 | 1 | 0 | 95 | 78  | +17 | 5   | Jocurile Olimpice din 2021 |
| 3   | Slovenia     | 3  | 1 | 0 | 2 | 88 | 96  | −8  | 2   |                            |
| 4   | Algeria      | 3  | 0 | 0 | 3 | 79 | 106 | −27 | 0   |                            |

1. 1 2  Germania 25–25 Suedia

| 12 martie 2021 15:15 | Germania   | 25 – 25 | Suedia      | Max-Schmeling-Halle, Berlin Arbitri: Nacevski, Nikolov |
| 12 martie 2021 15:15 | Schiller 5 | (14–13) | Lagergren 7 | Max-Schmeling-Halle, Berlin Arbitri: Nacevski, Nikolov |
| 12 martie 2021 15:15 | 4× 1×      | Raport  | 7×          | Max-Schmeling-Halle, Berlin Arbitri: Nacevski, Nikolov |

| 12 martie 2021 17:45 | Slovenia | 36 – 28 | Algeria   | Max-Schmeling-Halle, Berlin Arbitri: Grillo, Lenci |
| 12 martie 2021 17:45 | Gajić 6  | (17–11) | Berkous 9 | Max-Schmeling-Halle, Berlin Arbitri: Grillo, Lenci |
| 12 martie 2021 17:45 | 4×       | Raport  | 2× 1×     | Max-Schmeling-Halle, Berlin Arbitri: Grillo, Lenci |

| 13 martie 2021 15:35 | Germania   | 36 – 27 | Slovenia      | Max-Schmeling-Halle, Berlin Arbitri: Raluy, Sabroso |
| 13 martie 2021 15:35 | Schiller 7 | (22–12) | Blagotinšek 5 | Max-Schmeling-Halle, Berlin Arbitri: Raluy, Sabroso |
| 13 martie 2021 15:35 | 3× 1×      | Raport  | 4× 1×         | Max-Schmeling-Halle, Berlin Arbitri: Raluy, Sabroso |

| 13 martie 2021 18:00 | Suedia              | 36 – 25 | Algeria      | Max-Schmeling-Halle, Berlin Arbitri: Nacevski, Nikolov |
| 13 martie 2021 18:00 | Ekberg, Mellegård 6 | (19–10) | Abdi, Naim 5 | Max-Schmeling-Halle, Berlin Arbitri: Nacevski, Nikolov |
| 13 martie 2021 18:00 | 3×                  | Raport  | 6×           | Max-Schmeling-Halle, Berlin Arbitri: Nacevski, Nikolov |

| 14 martie 2021 15:45 | Algeria | 26 – 34 | Germania | Max-Schmeling-Halle, Berlin Arbitri: Hansen, Madsen |
| 14 martie 2021 15:45 | Naim 9  | (14–17) | Kühn 8   | Max-Schmeling-Halle, Berlin Arbitri: Hansen, Madsen |
| 14 martie 2021 15:45 | 5× 1×   | Raport  | 1×       | Max-Schmeling-Halle, Berlin Arbitri: Hansen, Madsen |

| 14 martie 2021 18:15 | Suedia   | 32 – 25 | Slovenia        | Max-Schmeling-Halle, Berlin Arbitri: Raluy, Sabroso |
| 14 martie 2021 18:15 | Ekberg 7 | (17–13) | trei jucători 5 | Max-Schmeling-Halle, Berlin Arbitri: Raluy, Sabroso |
| 14 martie 2021 18:15 | 3×       | Raport  | 7× 1×           | Max-Schmeling-Halle, Berlin Arbitri: Raluy, Sabroso |